# Cate Shortland
Cate Shortland (Temora, 10 agosto 1968) è una regista e sceneggiatrice australiana.

## Biografia
Nata a Temora, nel Nuovo Galles del Sud, ottiene un Bachelor of Fine Arts presso l'Università di Sydney nel 1991 e si laurea in regia cinematografica e televisiva alla Australian Film, Television and Radio School nel 1999. Dirige poi alcuni cortometraggi ed episodi di serie televisive australiane.
Esordisce alla regia di un lungometraggio con Somersault, dramma sentimentale con Abbie Cornish e Sam Worthington presentato nella sezione Un Certain Regard del Festival di Cannes 2004. Il film vale a Shortland i premi per la miglior regia e miglior sceneggiatura originale agli Australian Film Institute Awards.
Nel 2012 scrive e dirige Lore, girato in tedesco e ambientato in una famiglia di contadini nei giorni seguenti la fine della Seconda guerra mondiale. Il film viene scelto per rappresentare l'Australia ai premi Oscar 2013 nella categoria per il miglior film in lingua straniera, senza però esservi candidato. Anche il suo lungometraggio successivo, il thriller sul rapimento Berlin Syndrome - In ostaggio (2017), con Teresa Palmer, è ambientato in Germania, toccando temi tipici del passato della nazione come l'Ostalgie.
Nel 2021, Shortland dirige il film di supereroi dei Marvel Studios Black Widow, con Scarlett Johansson.

### Vita privata
Convertitasi all'ebraismo, è sposata col regista televisivo Tony Krawitz dal 2009, con cui ha adottato due figli.

## Filmografia

### Regista

#### Cinema
- Pentuphouse - cortometraggio (1998)
- Flowergirl - cortometraggio (1999)
- Joy - cortometraggio (2000)
- Somersault (2004)
- Lore (2012)
- Berlin Syndrome - In ostaggio (Berlin Syndrome) (2017)
- Black Widow (2021)

#### Televisione
- The Secret Life of Us – serie TV, 10 episodi (2001-2003)
- Bad Cop, Bad Cop – serie TV, 4 episodi (2002-2003)
- The Silence – film TV (2006)
- SMILF – serie TV, 4 episodi (2019)

### Sceneggiatrice

#### Cinema
- Pentuphouse - cortometraggio (1998)
- Flowergirl - cortometraggio (1999)
- Joy - cortometraggio (2000)
- Somersault (2004)
- Lore (2012)

#### Televisione
- The Slap – miniserie TV, episodio 1x05 (2011)
- Devil's Playground – serie TV, episodio 1x05 (2014)
- Deadline Gallipoli – serie TV, episodio 1x02 (2015)
- The Kettering Incident – serie TV, episodio 1x03 (2016)

## Premi e riconoscimenti
- AFI Awards / AACTA Awards
  - 1999 - Candidatura al miglior cortometraggio per Flowergirl
  - 2004 - Miglior regista per Somersault
  - 2004 - Migliore sceneggiatura originale per Somersault
  - 2013 - Candidatura alla miglior regista per Lore
  - 2013 - Candidatura alla migliore sceneggiatura non originale per Lore
  - 2017 - Candidatura alla miglior regista per Berlin Syndrome - In ostaggio